# Pedro Caravana
Pedro Filipe Neto da Silva Caravana (ur. 4 listopada 1974) – portugalski judoka. Dwukrotny olimpijczyk. Zajął 21. miejsce w Atlancie 1996 i odpadł w eliminacjach w Sydney 2000. Walczył w wadze ektralekkiej i półlekkiej.
Uczestnik mistrzostw świata w 1995, 1997 i 1999. Startował w Pucharze Świata w latach 1995-2000. Brązowy medalista mistrzostw Europy w 1997 i piąty w 1999 roku.

## Letnie Igrzyska Olimpijskie 1996
| Konkurencja | Eliminacje          | Eliminacje            | Klas. końcowa |
| Konkurencja | Przeciwnik I        | Przeciwnik II         | Miejsce       |
| ----------- | ------------------- | --------------------- | ------------- |
| 60 kg       | Ewan Beaton (CAN) Z | Nigel Donohue (GBR) P | 21.           |

## Letnie Igrzyska Olimpijskie 2000
| Konkurencja | Eliminacje            | Eliminacje                  | Klas. końcowa |
| Konkurencja | Przeciwnik I          | Przeciwnik II               | Miejsce       |
| ----------- | --------------------- | --------------------------- | ------------- |
| 66 kg       | Ludwing Ortiz (VEN) Z | Giorgi Wazagaszwili (GEO) P | II runda.     |